# Dallasaurus turneri
Il dallasauro (Dallasaurus turneri) è un rettile acquatico appartenente ai mosasauri. Visse nel Cretaceo superiore (Turoniano, circa 95 milioni di anni fa) e i suoi resti fossili sono stati ritrovati in Nordamerica (Texas). È considerato uno dei mosasauri più piccoli e più antichi.

## Descrizione
Questo rettile è conosciuto per uno scheletro incompleto e disarticolato comprendente il cranio (olotipo) e per un altro esemplare privo di cranio. I fossili indicano che questo animale era lungo meno di un metro (una misura minuscola se rapportata ai giganti di fine Cretaceo come Tylosaurus e Mosasaurus, che potevano raggiungere i 15 metri). Dallasaurus possedeva un corpo snello e sottile e, come tutti i mosasauri, le sue zampe dovevano essere simili a pinne. Il cranio era lungo e triangolare, e possedeva i denti della mascella fortemente incurvati all'indietro.
Le dimensioni di Dallasaurus richiamavano quelle degli aigialosauri, un gruppo di lucertole acquatiche considerata vicine all'origine dei mosasauri, ed è probabile che l'aspetto generale non fosse molto dissimile. 

## Classificazione
I fossili di Dallasaurus sono stati ritrovati nell'Arcadia Park Shale e sono stati descritti per la prima volta nel 2005. Secondo lo studio (Polcyn e Bell, 2005), nonostante l'antichità questo mosasauro non era un rappresentante basale del gruppo, e un'analisi cladistica lo ha posto all'interno della sottofamiglia Mosasaurinae; questo a dispetto delle piccole dimensioni e della condizione "primitiva" delle ossa delle zampe. Dallasaurus risulterebbe il sister group dei mosasaurini più evoluti, come Clidastes, Prognathodon, Mosasaurus e Plotosaurus. Nella stampa popolare, Dallasaurus è stato salutato come "l'anello mancante" tra i mosasauri completamente acquatici e i loro parenti terrestri. Insieme a Russellosaurus, Dallasaurus è considerato uno dei più antichi mosasauri nordamericani.

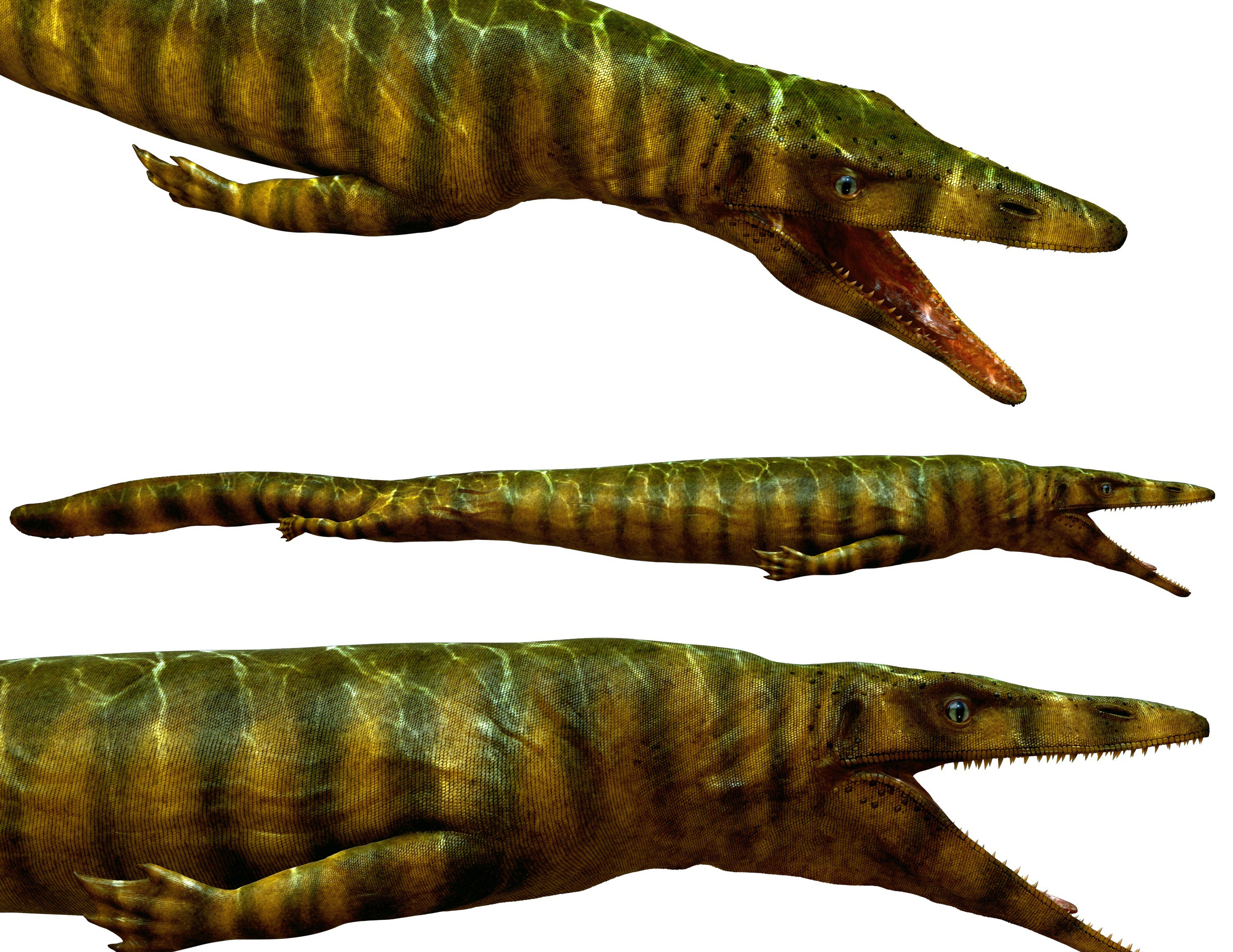
Ricostruzione di Dallasaurus turneri

## Paleobiologia
Lo studio di Polcyn e Bell ha messo in luce alcune caratteristiche insolite di Dallasaurus; nello studio si usa il termine "plesiopedal" per indicare un grado adattativo ecologicamente conservativo, ovvero una condizione poco specializzata per la vita acquatica. Queste caratteristiche includono la piccola taglia, la coda solo leggermente modificata per nuotare e una condizione delle zampe relativamente plesiomorfica ("primitiva"). Secondo lo studio, i mosasauroidi plesiopedali erano lucertole generalmente di piccola taglia, le cui zampe anteriori avevano gli elementi propodiali (omero, radio e ulna) ancora allungati, e che costituivano metà o più della lunghezza dell'intero arto. I mosasauri definiti "hydropedal" possedevano invece elementi propodiali massicci e di dimensioni ridotte. Mentre questo tipo di mosasauri era probabilmente legato sempre all'ambiente acquatico, i mosasauri come Dallasaurus potevano forse essere in grado di vivere uno stile di vita anfibio, con una parziale locomozione terrestre.

## Etimologia
Il nome Dallasaurus deriva dalla contea di Dallas, nella quale sono stati ritrovati i fossili; l'epiteto specifico, turneri, è in onore del collezionista di fossili Van Turner, che per primo scoprì i resti di questo animale.